# Liste von Computerspielen, die auf Erzählungen H. P. Lovecrafts beruhen
Diese Liste enthält eine Auswahl von Computerspielen, die auf Erzählungen H. P. Lovecrafts beruhen.
| Jahr | Titel                                      | Studio                       | Publisher                   | Genre                 | Plattform                                                                           |
| ---- | ------------------------------------------ | ---------------------------- | --------------------------- | --------------------- | ----------------------------------------------------------------------------------- |
| 1979 | Kadath                                     | Gary Musgrave                |                             | Spielbuch             | Altair 8800, Commodore 64, Commodore PET, Exidy Sorcerer                            |
| 1987 | The Mystery of Arkham Manor                | Melbourne House              | Melbourne House             | Textadventure         | Schneider CPC, ZX Spectrum                                                          |
| 1987 | The Lurking Horror                         | Infocom                      | Infocom                     | Textadventure         | Diverse                                                                             |
| 1989 | The Hound of Shadow                        | Eldritch Games               | Electronic Arts             | Textadventure         | Atari ST, Commodore Amiga, MS-DOS                                                   |
| 1992 | Alone in the Dark                          | Infogrames                   | Infogrames                  | Survival Horror       | Diverse                                                                             |
| 1993 | Shadow of the Comet                        | Infogrames                   | Infogrames                  | Adventure             | MS-DOS, PC-98                                                                       |
| 1995 | Prisoner of Ice                            | Infogrames                   | Infogrames                  | Adventure             | Diverse                                                                             |
| 2001 | Alone in the Dark: The New Nightmare       | Darkworks                    | Infogrames                  | Survival Horror       | Diverse                                                                             |
| 2001 | Necronomicon: The Dawning of Darkness      | Wanadoo Edition              | Wanadoo Edition             | Adventure             | PlayStation, Windows                                                                |
| 2005 | Call of Cthulhu: Dark Corners of the Earth | Headfirst Productions        | Bethesda Softworks          | Survival Horror       | Windows, Xbox                                                                       |
| 2006 | Sherlock Holmes: Die Spur der Erwachten    | Frogwares                    | Focus Home Interactive      | Adventure             | Windows                                                                             |
| 2012 | Call of Cthulhu: The Wasted Land           | Red Wasp Design              | Red Wasp Design             | Strategie-Rollenspiel | Android, iOS, Windows                                                               |
| 2013 | Magrunner: Dark Pulse                      | Frogwares                    | Focus Home Interactive      | Puzzle und Denkspiel  | PlayStation 3, Windows, Xbox 360                                                    |
| 2015 | Bloodborne                                 | From Software, Japan Studios | Sony Computer Entertainment | Action-Rollenspiel    | PlayStation 4                                                                       |
| 2018 | Call of Cthulhu                            | Cyanide Studio               | Focus Home Interactive      | Survival Horror       | PlayStation 4, Windows, Xbox One                                                    |
| 2018 | Tesla vs. Lovecraft                        | 10tons                       | 10tons                      | Twin-Stick-Shooter    | Windows, macOS, Linux, PlayStation 4, PlayStation 5, Xbox One, iOS, Nintendo Switch |
| 2019 | Gibbous – A Cthulhu Adventure              | Stuck In Attic               | Stuck In Attic              | Adventure             | Linux, macOS, Windows                                                               |
| 2019 | Lovecraft’s Untold Stories                 | Blini Games                  | Blini Games                 | Rogue-like            | macOS, Windows                                                                      |
| 2019 | Stygian: Reign of the Old Ones             | Cultic Games                 | Fulqrum Publishing          | Rollenspiel           | Linux, macOS, Windows                                                               |
| 2019 | The Sinking City                           | Frogwares                    | Bigben Interactive          | Action-Adventure      | Nintendo Switch, PlayStation 4, Windows, Xbox One                                   |
| 2020 | The Innsmouth Case                         | RobotPumpkin                 | Assemble Entertainment      | Spielbuch             | macOS, Windows                                                                      |
| 2023 | Dreams in the Witch House                  | Atom Brain Games             | Bonus Stage Publishing      | Adventure             | Windows                                                                             |